# فرانتیشک یژ
فرانتیشک یژ (چکی: František Jež؛ زادهٔ ۱۶ دسامبر ۱۹۷۰) اسکی‌باز پرش اهل جمهوری چک بود.